# Chaetodon sanctaehelenae
Espèce
Statut de conservation UICN

 LC  : Préoccupation mineure
Chaetodon sanctaehelenae est une espèce de poissons de la famille des Chaetodontidae.

## Distribution
Ce taxon se rencontre dans le pays suivantUICN (ref) : Sainte-Hélène, Ascension et Tristan da Cunha.

## Systématique
Le nom valide complet (avec auteur) de ce taxon est Chaetodon sanctaehelenae Günther, 1868.
Ce taxon porte en français le nom vernaculaire ou normalisé suivant : Poisson-papillon de Sainte-Hélène.
Chaetodon sanctaehelenae a pour synonymes :
- Chaetodon sanctae subsp. helenae Günther, 1868
- Chaetodon sanctaehelena subsp. uniformis Ahl, 1923
- Chaetodon sanctaehelena Günther, 1868
- Chaetodon sanctaehelenae subsp. uniformis Ahl, 1923